# Grand Prix Włoch 2022
Grand Prix Włoch 2022, oficjalnie Formula 1 Pirelli Gran Premio d'Italia 2022 – szesnasta runda Mistrzostw Świata Formuły 1 w sezonie 2022. Grand Prix odbyło się w dniach 9–11 września 2022 na torze Autodromo Nazionale di Monza w Monzy. Wyścig wygrał Max Verstappen (Red Bull), a na podium kolejno stanęli po starcie z pole position Charles Leclerc (Ferrari) oraz George Russell (Mercedes).

## Lista startowa
Na niebieskim tle kierowcy biorący udział jedynie w piątkowych treningach.
Na czerwonym tle kierowcy wycofani z weekendu wyścigowego.
| Nr          | Kierowca           | Zespół                                         | Samochód                          | Silnik                      | Opony |
| ----------- | ------------------ | ---------------------------------------------- | --------------------------------- | --------------------------- | ----- |
| 1           | Max Verstappen     | Oracle Red Bull Racing                         | Red Bull RB18                     | Red Bull RBPTH001 1,6 V6T   | P     |
| 3           | Daniel Ricciardo   | McLaren F1 Team                                | McLaren MCL36                     | Mercedes-AMG F1 M13 1,6 V6T | P     |
| 4           | Lando Norris       | McLaren F1 Team                                | McLaren MCL36                     | Mercedes-AMG F1 M13 1,6 V6T | P     |
| 5           | Sebastian Vettel   | Aston Martin Aramco Cognizant Formula One Team | Aston Martin AMR22                | Mercedes-AMG F1 M13 1,6 V6T | P     |
| 6           | Nicholas Latifi    | Williams Racing                                | Williams FW44                     | Mercedes-AMG F1 M13 1,6 V6T | P     |
| 10          | Pierre Gasly       | Scuderia AlphaTauri                            | AlphaTauri AT03                   | Red Bull RBPTH001 1,6 V6T   | P     |
| 11          | Sergio Pérez       | Oracle Red Bull Racing                         | Red Bull RB18                     | Red Bull RBPTH001 1,6 V6T   | P     |
| 14          | Fernando Alonso    | BWT Alpine F1 Team                             | Alpine A522                       | Renault E-Tech RE22 1,6 V6T | P     |
| 16          | Charles Leclerc    | Scuderia Ferrari                               | Ferrari F1-75                     | Ferrari 066/7 1,6 V6T       | P     |
| 18          | Lance Stroll       | Aston Martin Aramco Cognizant Formula One Team | Aston Martin AMR22                | Mercedes-AMG F1 M13 1,6 V6T | P     |
| 20          | Kevin Magnussen    | Haas F1 Team                                   | Haas VF-22                        | Ferrari 066/7 1,6 V6T       | P     |
| 22          | Yūki Tsunoda       | Scuderia AlphaTauri                            | AlphaTauri AT03                   | Red Bull RBPTH001 1,6 V6T   | P     |
| 23          | Alexander Albon    | Williams Racing                                | Williams FW44                     | Mercedes-AMG F1 M13 1,6 V6T | P     |
| 24          | Zhou Guanyu        | Alfa Romeo F1 Team ORLEN                       | Alfa Romeo C42                    | Ferrari 066/7 1,6 V6T       | P     |
| 31          | Esteban Ocon       | BWT Alpine F1 Team                             | Alpine A522                       | Renault E-Tech RE22 1,6 V6T | P     |
| 34          | Nyck de Vries      | Aston Martin Aramco Cognizant Formula One Team | Aston Martin AMR22                | Mercedes-AMG F1 M13 1,6 V6T | P     |
| 44          | Lewis Hamilton     | Mercedes-AMG Petronas Formula One Team         | Mercedes-AMG F1 W13 E Performance | Mercedes-AMG F1 M13 1,6 V6T | P     |
| 45          | Nyck de Vries      | Williams Racing                                | Williams FW44                     | Mercedes-AMG F1 M13 1,6 V6T | P     |
| 47          | Mick Schumacher    | Haas F1 Team                                   | Haas VF-22                        | Ferrari 066/7 1,6 V6T       | P     |
| 55          | Carlos Sainz Jr.   | Scuderia Ferrari                               | Ferrari F1-75                     | Ferrari 066/7 1,6 V6T       | P     |
| 63          | George Russell     | Mercedes-AMG Petronas Formula One Team         | Mercedes-AMG F1 W13 E Performance | Mercedes-AMG F1 M13 1,6 V6T | P     |
| 77          | Valtteri Bottas    | Alfa Romeo F1 Team ORLEN                       | Alfa Romeo C42                    | Ferrari 066/7 1,6 V6T       | P     |
| 99          | Antonio Giovinazzi | Haas F1 Team                                   | Haas VF-22                        | Ferrari 066/7 1,6 V6T       | P     |
| Źródło: FIA |                    |                                                |                                   |                             |       |

## Wyniki

### Zwycięzcy sesji treningowych
| Sesja       | Nr | Kierowca         | Konstruktor | Czas     | Okr. |
| ----------- | -- | ---------------- | ----------- | -------- | ---- |
| 1           | 16 | Charles Leclerc  | Ferrari     | 1:22,410 | 25   |
| 2           | 55 | Carlos Sainz Jr. | Ferrari     | 1:21,664 | 24   |
| 3           | 1  | Max Verstappen   | Red Bull    | 1:21,252 | 19   |
| Źródło: FIA |    |                  |             |          |      |

### Kwalifikacje
| P                    | Nr | Kierowca         | Konstruktor                  | Czasy w kwalifikacjach | Czasy w kwalifikacjach | Czasy w kwalifikacjach | Poz. s. |
| P                    | Nr | Kierowca         | Konstruktor                  | Q1                     | Q2                     | Q3                     | Poz. s. |
| -------------------- | -- | ---------------- | ---------------------------- | ---------------------- | ---------------------- | ---------------------- | ------- |
| 1                    | 16 | Charles Leclerc  | Ferrari                      | 1:21,280               | 1:21,208               | 1:20,161               | 1       |
| 2                    | 1  | Max Verstappen   | Red Bull Racing-RBPT         | 1:20,922               | 1:21,265               | 1:20,306               | 7       |
| 3                    | 55 | Carlos Sainz Jr. | Ferrari                      | 1:21,348               | 1:20,878               | 1:20,429               | 18      |
| 4                    | 11 | Sergio Pérez     | Red Bull Racing-RBPT         | 1:21,495               | 1:21,358               | 1:21,206               | 13      |
| 5                    | 44 | Lewis Hamilton   | Mercedes                     | 1:22,048               | 1:21,708               | 1:21,524               | 19      |
| 6                    | 63 | George Russell   | Mercedes                     | 1:21,785               | 1:21,747               | 1:21,542               | 2       |
| 7                    | 4  | Lando Norris     | McLaren-Mercedes             | 1:22,130               | 1:21,831               | 1:21,584               | 3       |
| 8                    | 3  | Daniel Ricciardo | McLaren-Mercedes             | 1:22,139               | 1:21,855               | 1:21,925               | 4       |
| 9                    | 10 | Pierre Gasly     | AlphaTauri-RBPT              | 1:22,010               | 1:22,062               | 1:22,648               | 5       |
| 10                   | 14 | Fernando Alonso  | Alpine-Renault               | 1:22,089               | 1:21,861               | —                      | 6       |
| 11                   | 31 | Esteban Ocon     | Alpine-Renault               | 1:22,166               | 1:22,130               |                        | 14      |
| 12                   | 77 | Valtteri Bottas  | Alfa Romeo-Ferrari           | 1:22,254               | 1:22,235               |                        | 15      |
| 13                   | 45 | Nyck de Vries    | Williams-Mercedes            | 1:22,567               | 1:22,471               |                        | 8       |
| 14                   | 24 | Zhou Guanyu      | Alfa Romeo-Ferrari           | 1:22,003               | 1:22,577               |                        | 9       |
| 15                   | 22 | Yūki Tsunoda     | AlphaTauri-RBPT              | 1:22,020               | —                      |                        | 20      |
| 16                   | 6  | Nicholas Latifi  | Williams-Mercedes            | 1:22,587               |                        |                        | 10      |
| 17                   | 5  | Sebastian Vettel | Aston Martin Aramco-Mercedes | 1:22,636               |                        |                        | 11      |
| 18                   | 18 | Lance Stroll     | Aston Martin Aramco-Mercedes | 1:22,748               |                        |                        | 12      |
| 19                   | 20 | Kevin Magnussen  | Haas-Ferrari                 | 1:22,908               |                        |                        | 16      |
| 20                   | 47 | Mick Schumacher  | Haas-Ferrari                 | 1:23,005               |                        |                        | 17      |
| 107% czasu: 1:26,586 |    |                  |                              |                        |                        |                        |         |
| Źródło: FIA          |    |                  |                              |                        |                        |                        |         |

Uwagi
1. ↑  Max Verstappen otrzymał karę cofnięcia o 5 pozycji za nową wewnętrzną jednostkę spalania[8].
2. ↑  Carlos Sainz Jr. otrzymał karę cofnięcia o 10 pozycji za nowy układ napędowy i obudowę skrzyni biegów[9] oraz został zmuszony do startu z końca stawki za wymianę elementów jednostki napędowej ponad regulaminowy limit[10]([11])[12].
3. ↑  Sergio Pérez otrzymał karę cofnięcia o 10 pozycji za przekroczenie limitu wewnętrznych jednostek spalania[13].
4. ↑  Lewis Hamilton został zmuszony do startu z końca stawki za wymianę elementów jednostki napędowej ponad regulaminowy limit[14].
5. ↑  Esteban Ocon otrzymał karę cofnięcia o 5 pozycji za nową wewnętrzną jednostkę spalania[15].
6. ↑  Valtteri Bottas otrzymał karę cofnięcia o 15 pozycji za nowe trzy elementy jednostki napędowej[16].
7. ↑  Yūki Tsunoda otrzymał karę cofnięcia o 3 pozycje za niespowolnienie podczas żółtych flag[17], karę cofnięcia o 10 pozycji za otrzymanie pięciu reprymend[18] oraz został zmuszony do startu z końca stawki za wymianę elementów jednostki napędowej ponad regulaminowy limit[19].
8. ↑  Kevin Magnussen otrzymał karę cofnięcia o 15 pozycji za nowe trzy elementy jednostki napędowej[20].
9. ↑  Mick Schumacher otrzymał karę cofnięcia o 5 pozycji za nową wewnętrzną jednostkę spalania[21] oraz karę cofnięcia o 10 pozycji za nowy układ napędowy i obudowę skrzyni biegów[22].

### Wyścig
| P           | Nr | Kierowca         | Konstruktor                  | Okr. | Czas                | Start | +/–       | Punkty |
| ----------- | -- | ---------------- | ---------------------------- | ---- | ------------------- | ----- | --------- | ------ |
| 1           | 1  | Max Verstappen   | Red Bull Racing-RBPT         | 53   | 1:20:27,511         | 7     | 6         | 25     |
| 2           | 16 | Charles Leclerc  | Ferrari                      | 53   | +2,446              | 1     | 1         | 18     |
| 3           | 63 | George Russell   | Mercedes                     | 53   | +3,405              | 2     | 1         | 15     |
| 4           | 55 | Carlos Sainz Jr. | Ferrari                      | 53   | +5,061              | 18    | 14        | 12     |
| 5           | 44 | Lewis Hamilton   | Mercedes                     | 53   | +5,380              | 19    | 14        | 10     |
| 6           | 11 | Sergio Pérez     | Red Bull Racing-RBPT         | 53   | +6,091              | 13    | 7         | 8+1    |
| 7           | 4  | Lando Norris     | McLaren-Mercedes             | 53   | +6,207              | 3     | 4         | 6      |
| 8           | 10 | Pierre Gasly     | AlphaTauri-RBPT              | 53   | +6,396              | 5     | 3         | 4      |
| 9           | 45 | Nyck de Vries    | Williams-Mercedes            | 53   | +7,122              | 8     | 1         | 2      |
| 10          | 24 | Zhou Guanyu      | Alfa Romeo-Ferrari           | 53   | +7,910              | 9     | 1         | 1      |
| 11          | 31 | Esteban Ocon     | Alpine-Renault               | 53   | +8,323              | 14    | 3         |        |
| 12          | 47 | Mick Schumacher  | Haas-Ferrari                 | 53   | +8,549              | 17    | 5         |        |
| 13          | 77 | Valtteri Bottas  | Alfa Romeo-Ferrari           | 52   | +1 okrążenie        | 15    | 2         |        |
| 14          | 22 | Yūki Tsunoda     | AlphaTauri-RBPT              | 52   | +1 okrążenie        | 20    | 6         |        |
| 15          | 6  | Nicholas Latifi  | Williams-Mercedes            | 52   | +1 okrążenie        | 10    | 5         |        |
| 16          | 20 | Kevin Magnussen  | Haas-Ferrari                 | 52   | +1 okrążenie        | 16    | Bez zmian |        |
| NS          | 3  | Daniel Ricciardo | McLaren-Mercedes             | 45   | NU (wyciek paliwa)  | 4     |           |        |
| NS          | 18 | Lance Stroll     | Aston Martin Aramco-Mercedes | 39   | NU (silnik)         | 12    |           |        |
| NS          | 14 | Fernando Alonso  | Alpine-Renault               | 31   | NU (ciśnienie wody) | 6     |           |        |
| NS          | 5  | Sebastian Vettel | Aston Martin Aramco-Mercedes | 10   | NU (silnik)         | 11    |           |        |
| Źródło: FIA |    |                  |                              |      |                     |       |           |        |

Uwagi
1. ↑  Dodatkowy 1 punkt jest przyznawany kierowcy, który ustanowił najszybsze okrążenie w wyścigu, pod warunkiem, że ukończył wyścig w pierwszej 10.

### Najszybsze okrążenie
| Nr          | Kierowca     | Konstruktor | Czas     | Okr. |
| ----------- | ------------ | ----------- | -------- | ---- |
| 11          | Sergio Pérez | Red Bull    | 1:24,030 | 46   |
| Źródło: FIA |              |             |          |      |

### Prowadzenie w wyścigu
| Nr                              | Kierowca        | Konstruktor | Okrążenia    | Suma |
| ------------------------------- | --------------- | ----------- | ------------ | ---- |
| 16                              | Charles Leclerc | Ferrari     | 1–11, 26–33  | 19   |
| 1                               | Max Verstappen  | Red Bull    | 12–25, 34–53 | 34   |
| \| Wykres \| \| ------ \| \| \| |                 |             |              |      |
| Źródło: FIA                     |                 |             |              |      |
| Wykres                          |                 |             |              |      |
|                                 |                 |             |              |      |

## Klasyfikacja po wyścigu

### Kierowcy
Źródło: FIA
| P  | +/− | Kierowca         | Starty | Punkty | P1 | P2 | P3 | PP | NO | NS |
| -- | --- | ---------------- | ------ | ------ | -- | -- | -- | -- | -- | -- |
| 1  | 0   | Max Verstappen   | 16     | 335    | 11 | 1  | 1  | 4  | 5  | 1  |
| 2  | 0   | Charles Leclerc  | 16     | 219    | 3  | 3  | 1  | 8  | 3  | 3  |
| 3  | 0   | Sergio Pérez     | 16     | 210    | 1  | 6  | –  | 1  | 3  | 2  |
| 4  | 0   | George Russell   | 16     | 203    | –  | 1  | 6  | 1  | –  | 1  |
| 5  | 0   | Carlos Sainz Jr. | 16     | 187    | 1  | 3  | 3  | 2  | 2  | 4  |
| 6  | 0   | Lewis Hamilton   | 16     | 168    | –  | 2  | 4  | –  | 2  | 1  |
| 7  | 0   | Lando Norris     | 16     | 88     | –  | –  | 1  | –  | 1  | 1  |
| 8  | 0   | Esteban Ocon     | 16     | 66     | –  | –  | –  | –  | –  | 1  |
| 9  | 0   | Fernando Alonso  | 16     | 59     | –  | –  | –  | –  | –  | 3  |
| 10 | 0   | Valtteri Bottas  | 16     | 46     | –  | –  | –  | –  | –  | 4  |
| 11 | +3  | Pierre Gasly     | 16     | 22     | –  | –  | –  | –  | –  | 3  |
| 12 | −1  | Kevin Magnussen  | 16     | 22     | –  | –  | –  | –  | –  | 3  |
| 13 | −1  | Sebastian Vettel | 14     | 20     | –  | –  | –  | –  | –  | 2  |
| 14 | −1  | Daniel Ricciardo | 16     | 19     | –  | –  | –  | –  | –  | 2  |
| 15 | 0   | Mick Schumacher  | 16     | 12     | –  | –  | –  | –  | –  | 3  |
| 16 | 0   | Yūki Tsunoda     | 16     | 11     | –  | –  | –  | –  | –  | 4  |
| 17 | 0   | Zhou Guanyu      | 16     | 6      | –  | –  | –  | –  | –  | 4  |
| 18 | 0   | Lance Stroll     | 16     | 5      | –  | –  | –  | –  | –  | 1  |
| 19 | 0   | Alexander Albon  | 15     | 4      | –  | –  | –  | –  | –  | 1  |
| 20 | N   | Nyck de Vries    | 1      | 2      | –  | –  | –  | –  | –  | –  |
| 21 | −1  | Nicholas Latifi  | 16     | 0      | –  | –  | –  | –  | –  | 4  |
| 22 | −1  | Nico Hülkenberg  | 2      | 0      | –  | –  | –  | –  | –  | –  |
| P  | +/− | Kierowca         | Starty | Punkty | P1 | P2 | P3 | PP | NO | NS |

### Konstruktorzy
Źródło: FIA
| P  | +/− | Konstruktor                  | Starty | Punkty | P1 | P2 | P3 | PP | NO | NS |
| -- | --- | ---------------------------- | ------ | ------ | -- | -- | -- | -- | -- | -- |
| 1  | 0   | Red Bull Racing-RBPT         | 32     | 545    | 12 | 7  | 1  | 6  | 8  | 3  |
| 2  | 0   | Ferrari                      | 32     | 406    | 4  | 6  | 4  | 9  | 5  | 7  |
| 3  | 0   | Mercedes                     | 32     | 371    | –  | 3  | 10 | 1  | 2  | 2  |
| 4  | 0   | Alpine-Renault               | 32     | 125    | –  | –  | –  | –  | –  | 4  |
| 5  | 0   | McLaren-Mercedes             | 32     | 107    | –  | –  | 1  | –  | 1  | 3  |
| 6  | 0   | Alfa Romeo Racing-Ferrari    | 32     | 52     | –  | –  | –  | –  | –  | 8  |
| 7  | 0   | Haas-Ferrari                 | 32     | 34     | –  | –  | –  | –  | –  | 6  |
| 8  | 0   | Scuderia AlphaTauri-RBPT     | 32     | 33     | –  | –  | –  | –  | –  | 7  |
| 9  | 0   | Aston Martin Aramco-Mercedes | 32     | 25     | –  | –  | –  | –  | –  | 3  |
| 10 | 0   | Williams-Mercedes            | 32     | 6      | –  | –  | –  | –  | –  | 5  |
| P  | +/− | Konstruktor                  | Starty | Punkty | P1 | P2 | P3 | PP | NO | NS |